# Faccetta Nera
Faccetta Nera (pol. Czarna twarzyczka) piosenka z melodią marszową popularna wśród włoskich faszystów. Według nieoficjalnych źródeł słowa zostały zainspirowane przez młodą erytrejską dziewczynę spotkaną przez włoskich żołnierzy w czasie drugiej wojny włosko-abisyńskiej.
Piosenka o wyraźnie erotycznym zabarwieniu wprawiała jednak w zakłopotanie faszystowski rząd, który od maja 1936 roku wprowadził szereg ustaw zakazujących konkubinatów i małżeństw między Włochami a rdzennymi mieszkańcami włoskiego imperium kolonialnego. Kulminacją tych działań było włoskie prawo rasowe z 1938 roku. Władze faszystowskie rozważały wprowadzenie zakazu śpiewania piosenki, a z rzymskich witryn sklepowych usunięto wszystkie pocztówki przedstawiające abisyńskie kobiety.

## Oryginalny tekst w języku włoskim
Se tu dall'altipiano guardi il mare
Moretta che sei schiava fra gli schiavi
Vedrai come in un sogno tante navi
E un tricolore sventolar per te
Faccetta nera, bell'abissina
Aspetta e spera che già l'ora si avvicina!
quando saremo insieme a te
noi ti daremo un'altra legge e un altro Re
La legge nostra è schiavitù d'amore
il nostro motto è Libertà e Dovere
vendicheremo noi Camicie Nere
Gli eroi caduti liberando te!
Faccetta nera, bell'abissina
Aspetta e spera che già l'ora si avvicina!
quando saremo insieme a te
noi ti daremo un'altra legge e un altro Re
Faccetta nera, piccola abissina
ti porteremo a Roma, liberata
Dal sole nostro tu sarai baciata
Sarai in Camicia Nera pure tu
Faccetta nera, sarai Romana
La tua bandiera sarà sol quella italiana!
Noi marceremo insieme a te
E sfileremo avanti al Duce e avanti al Re!

## Konteksty kulturowe
Polski zespół rockowy Apteka zacytował fragment tekstu piosenki w swoim utworze Lucky Sniff.